# Nicolas Bouyssi
 (février 2019).
Nicolas Bouyssi, né le 21 mars 1972 est un écrivain français.

## Œuvres
- Le Gris, P.O.L, 2007.
- En plein vent, P.O.L, 2008.
- Compression, P.O.L, 2009[2].
- Les Algues, P.O.L, 2010.
- S'autodétruire et les enfants, P.O.L, 2011[3].
- Esthétique du stéréotype : essai sur Édouard Levé, PUF, 2011.
- La Vérité sur Raymond Roussel, D-Fiction, 2013.
- Les Rayons du soleil, P.O.L, 2013[4],[5].
- Deux bêtes à l’intérieur, P.O.L, 2014.
- Décembre, P.O.L, 2016.
- Histoire brève et complète d'une soirée sur l'île, P.O.L., 2017[6].
- FEU, P.O.L., 2019.
- La Femme de travers, P.O.L, 2020.
- Couleuvres, P.O.L, 2022[7].
- Vie 2, P.O.L, 2023.

## Cinéma
Il co-écrit le scénario de Rives, premier long-métrage d'Armel Hostiou sorti en 2012.